# Radiotelegrafista
Um radiotelegrafista é um profissional que opera uma estação de radiocomunicações e trafega informações pela mesma, na forma de dados, de radiotelefonia, de telemática e de radiotelegrafia (Código Morse) por meio de ondas rádio-elétricas (RF). Ocasionalmente, também pode transmitir e receber informações por meio físico (cobre ou fibra ótica) e por luzes (farol ou farolete).
Profissional responsável por toda a comunicação de entrada e saída em uma estação de radiocomunicações seja ela no mar, aérea ou costeira. Profissão de grande importância à navegação e a salvaguarda da vida humana no mar e ar durante emergências.
Pertencente ao Serviço Móvel Marítimo e Móvel Aeronáutico e sua legislação é de âmbito nacional (cada país) e internacional regida pela UIT (União Internacional das Telecomunicações), órgão das Nações Unidas responsável pelas diretrizes e legislação de telecomunicações de todo o mundo.

## Classes de radiotelegrafistas
- RT1 - 1ª Classe (Operação Internacional)
- RT2 - 2ª Classe (Operação Internacional)
- RTG - Geral    (Operação Internacional)
- RTE - Especial (Operação Local)

## Radiotelegrafistas da marinha mercante

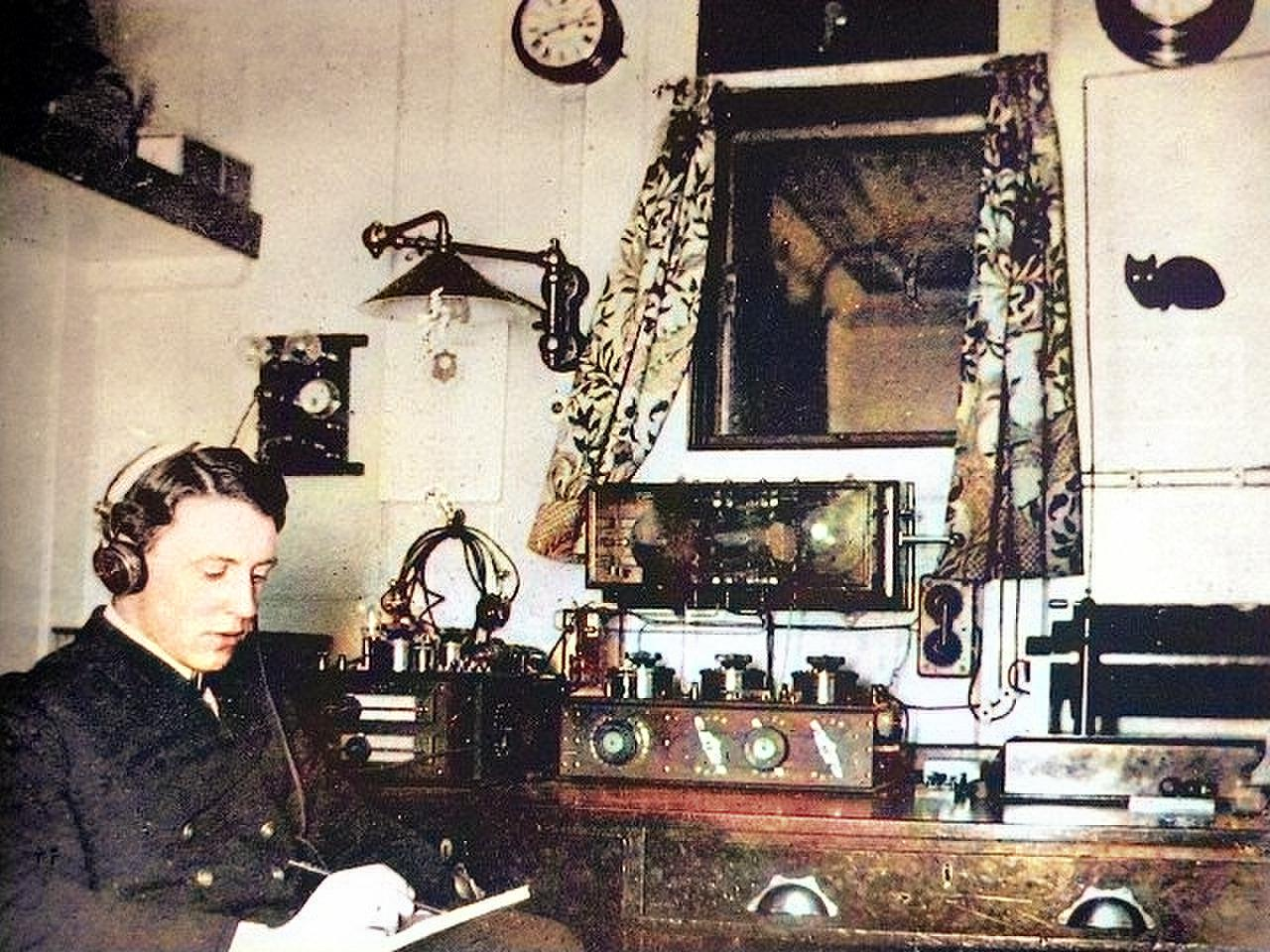
Radiotelegrafista do transatlântico RMS Olympic, em 1914.

A bordo de um navio da marinha mercante, um radiotelegrafista é responsável pela operação da estação de radiocomunicações, transmitindo e recebendo mensagens, mantendo o seu equipamento e sendo responsável, perante o comandante, pelo cumprimento das leis e regulamentos relativos às comunicações via rádio. Tradicionalmente, na maioria das marinhas mercantes, os radiotelegrafistas são oficiais de carreira (designados "oficiais radiotelegrafistas", "radiotécnicos" ou "de radiocomunicações"). 
Nos navios de alguns países, a função de radiotelegrafista não é exercida por oficiais de carreira da marinha mercante, mas sim por funcionários de empresas de telecomunicações destacados a bordo.
Em Portugal, em 1971, por insuficiência de oficiais radiotelegrafistas, foi criada, no escalão da mestragem da marinha mercante, a carreira de radiotelegrafista prático, onde foram integrados os operadores radiotelegrafistas que apenas dispunham do certificado de RTE. A carreira inclui duas categorias: a de radiotelegrafista prático da classe B inclui aqueles que têm um certificado da classe B (equivalente ao certificado RTE) e a de radiotelegrafista prático da classe A inclui aqueles que têm um certificado da classe A (equivalente ao certificado RT2). Além de poderem exercer a função de primeiro e de segundo radiotelegrafista, os radiotelegrafistas práticos podem exercer a função de chefe de radiotelegrafia numa embarcação com uma estação de radiocomunicações não obrigatória. Na sequência da substituição das comunicações radiotelegráficas pelo GMDSS, a carreira encontra-se em extinção desde 2001.

## Radiotelegrafistas famosos
- Thomas Edison: inventor da lâmpada elétrica e fonógrafo
- David Sarnoff: fundador da RCA
- Juscelino Kubitschek: ex-presidente brasileiro
- George Swinnerton Parker: fundador das canetas Parker